# 小田清兵衛
小田 清兵衛（おだ せいべえ、1860年（万延元年3月） - 1892年（明治25年）10月3日）は、明治時代の政治家。貴族院多額納税者議員。

## 経歴
日向国臼杵郡、のちの宮崎県延岡市で、素封家・小田家の9代（正規）として生まれた。公共事業の推進に尽力し、将来を嘱望されていた。
1890年（明治23年）には宮崎県多額納税者として貴族院議員に互選され、同年9月29日に就任したが、在任中に死去した。

## 親族
- 二男：小田尚治郎（宮崎県多額納税者、運送業）[6]